# Джон Ньюпорт Ленглі
Джо́н Нью́порт Ле́нглі (англ. John Newport Langley; 25 вересня 1852 — 5 листопада 1925) — англійський фізіолог і гістолог.

## Біографія
Народився 25 вересня 1852 року в місті Ньюбері, Англія.
Навчався в Кембриджському університеті, з 1872 року почав працювати у фізіологічній лабораторії М. Фостера. Після закінчення університету зарахований викладачем гістології і фізіології. З 1903 року — професор. У 1883 році обраний членом Лондонського королівського товариства. У 1904—1905 роках обирався віце-президентом товариства.
З 1894 року був редактором журналу «The Journal of physiology» (Лондон).
Помер 5 листопада 1925 року в Кембриджі.

## Наукова діяльність
Основні праці по анатомії і фізіології вегетативної нервової системи, по загальному плану її будови анатомо-функціональнім особливостям і хімічній специфічності її волокон. Встановив, що волокна вегетативної нервової системи на своїй дорозі проходять через самостійні периферичні нервові вузли (ганглії), зважаючи на що запропонував назвати її автономною.
Ленглі є автором 171 наукової праці, не рахуючи численних робіт, виконаних під його керівництвом та виданих його співпрацівниками.
Найвагомішими з них є:
- «Salivary glands» (Textbook of physiology, ed. by E. Shaefer, Edinburgh— L., 1898);
- «Das sympatische und das verwandte mrvose System der Wirbeltiere» (Erg.derPhysiologie.B. II,1903);
- «The autono-mic nervous system» (Cambridge, 1921; рус. изд. — ч. 1, M. — Л., 1925).

## Нагороди та відзнаки
1892 року нагороджений Королівською медаллю за «важливий внесок у розвиток природознавства».